# Arvind Krishna
Arvind Krishna (nacido en 1962 en India) es un ejecutivo de negocios indio-estadounidense que es el actual presidente y director ejecutivo de la empresa estadounidense IBM desde 2020.

## Biografía

### Carrera profesional
Krishna se incorporó a IBM en 1990.
En enero de 2020, Arvind Krishna fue nombrado director ejecutivo de IBM. Reemplazó a Ginni Rometty.
En 2021, CRN lo nombró como el "Most Influential Executive" del año.